# Is It Scary
«Is It Scary» — песня американского певца Майкла Джексона. Первоначально была написана для фильма «Ценности семейки Аддамс» (1993), но не вошла в фильм из-за разногласий по контракту. Позже песня была выпущена на ремиксовом альбоме Джексона 1997 года Blood on the Dance Floor: HIStory in the Mix. «Is It Scary» была написана и спродюсирована Джексоном, Джимми Джемом и Терри Льюисом.
«Is It Scary» получила смешанные отзывы от музыкальных критиков. В музыкальном плане песня была воспринята музыкальными критиками как демонстрирующая «тёмную сторону» Джексона, композицию песни сравнили с музыкой Мэрилина Мэнсона. В ноябре 1997 года версия песни для радио была выпущена в качестве промо-сингла в Нидерландах, в то время как промо-синглы с ремиксами были выпущены в США и Великобритании.

## История
Песня «Is It Scary» была первоначально написана Майклом Джексоном, Джеймсом Харрисом III и Терри Льюисом для фильма 1993 года «Ценности семейки Аддамс». Paramount Pictures подписала контракт с Джексоном на запись песни на тему ужасов для фильма (которой стала «Is It Scary») и её продвижение с помощью музыкального видео, но песня была исключена из саундтрека из-за разногласий по контракту (сообщалось, что Джексон был исключён из-за обвинений в растлении малолетнего, которые были выдвинуты против него в 1993 году, хотя Paramount это опровергла).
Песня рассматривалась для включения в двойной альбом Джексона 1995 года HIStory: Past, Present and Future, Book I, но не была выбрана, поскольку не дополняла другие треки альбома. Впоследствии Джексон использовал эту песню для своего короткометражного фильма 1996 года «Майкл Джексон: Призраки». «Is It Scary» стала заглавным треком фильма, а также включена в альбом ремиксов Blood on the Dance Floor: HIStory in the Mix.
Ремикс на песню «Is It Scary», названный «DJ Greekruen’s Scary Mix», был включен в трёхдорожечный CD-сингл «minimax», который был выпущен как часть бокс-сета Ghosts Deluxe Collector. Ремиксы на песню «Is It Scary» также были включены в отменённый сингл Джексона «Smile». Версия для радио песни «Is It Scary» позже была включена в третий диск подарочного издания альбома Джексона King of Pop с его главными хитами, вышедшего в 2008 году в Великобритании. Песня «Is It Scary» также была включена в подарочное издание King of Pop во Франции. Семплы «Is It Scary» и «Threatened» (с десятого студийного альбома Джексона Invincible) представлены в сегменте «Thriller» концертного документального фильма «Майкл Джексон: Вот и всё» 2009 года. Томми Д. также спродюсировал ремикс на песню, но этот микс официально так и не был выпущен. Ремикс просочился в интернет в ноябре 2010 года.

## Продвижение
«Is It Scary» так и не была выпущена в качестве коммерческого сингла, но была отправлена на радиостанции и в танцевальные клубы для продвижения Blood on the Dance Floor: HIStory in the Mix. Промо-CD-синглы, содержащие версию для радио, и 12-дюймовые промо-синглы, содержащие три ремикса песни, были выпущены в Нидерландах. В США и Великобритании были выпущены 12-дюймовые промо-синглы, содержащих ремиксы на песню от Deep Dish, в то время как в Великобритании также выпущены 12-дюймовые промо-синглы с ремиксами на песню Эдди Арройо, известную как «Eddie’s Love Mixes». «Is It Scary» не попала ни в один музыкальный чарт.

## Треклист
Промо CD сингл
1. «Is It Scary (Radio Edit)» — 4:11[8]

Промо 12" сингл
1. «Is It Scary (Deep Dish Dark And Scary Remix)» — 12:07[10]
2. «Is It Scary (Eddie’s Rub-A-Dub Mix)» — 5:00
3. «Is It Scary (Eddie’s Love Mix)» — 8:00[10]
4. «Off the Wall (Junior Vasquez Remix)» — 4:57

## Ремиксы
Ремиксы Eddie Arroyo
- «Is It Scary (Eddie’s Love Mix)» — 8:00[10]
- «Is It Scary (Eddie’s Love Mix Radio Edit)» — 3:50
- «Is It Scary (Eddie’s Rub-A-Dub Mix)» — 5:00[10]
- «Is It Scary (Downtempo Groove Mix)» — 4:32

Ремиксы Deep Dish
- «Is It Scary (Deep Dish Dark & Scary Remix)» — 12:07
- «Is It Scary (Deep Dish Dark & Scary Radio Edit)» — 4:38
- «Is It Scary (Deep Dish Double-O-Jazz Dub)» — 8:35

Ремикс Chris «The Greek» Panaghi
- «Is It Scary (DJ Greek Scary Remix)» — 7:11

Ремикс TommyD
- «Is It Scary (Tommy D’s Death Row Mix)» — 4:15

## Участники записи
- Майкл Джексон, Джимми Джем и Терри Льюис — текст и музыка.
- Майкл Джексон, Джимми Джем и Терри Льюис — продюсеры
- Эндрю Шепс — программирование клавишных
- Джефф Тейлор — программирование ударных
- Роб Хоффман — дополнительное программирование
- Майкл Джексон — вокальная аранжировка
- Майкл Джексон, Джимми Джем и Терри Льюис — аранжировка
- Стив Ходж — запись
- Стив Ходж — сведение
- Майкл Джексон — вокал и бэк-вокал
- Партии всех инструментов исполнены Джимми Джемом и Терри Льюисом